# Patrulla militar als Jocs Olímpics d'Hivern de 1924
Als Jocs Olímpics d'Hivern de 1924 celebrats a la ciutat de Chamonix (França) es disputà una prova de patrulla militar en categoria masculina per equips. La prova es disputà el dia 29 de gener de 1924 a les instal·lacions de Chamonix.

## Controvèrsia
Durant molts anys es va creure que aquesta prova havia estat esport de demostració durant la realització dels Jocs, més observant que en les edicions de l'any 1936 i 1948 participà en el programa oficial amb aquest rang. El Comitè Olímpic Internacional (COI), però, actualment reconeix aquesta prova amb caràcter oficial.
No fou, però, fins als Jocs Olímpics d'Hivern de 1960 quan el biatló, hereu de la prova de patrulla militar, debutà en els Jocs Olímpics d'hivern.

## Comitès participants
Hi participaren un total de 24 biatletes de 6 comitès nacionals diferents.
- Finlàndia (4)
- França (4)
- Itàlia (4)
- Polònia (4)
- Suïssa (4)
- Txecoslovàquia (4)

## Resum de medalles
| Prova            | Or                                                                         | Argent                                                                     | Bronze                                                                           |
| Patrulla militar | SuïssaAdolf Aufdenblatten · Alphonse Julen · Antoine Julen · Denis Vaucher | FinlàndiaAugust Eskelinen · Heikki Hirvonen · Ville Mattila · Väinö Bremer | FrançaAndré Vandelle · Camille Mandrillon · Georges Berthet · Maurice Mandrillon |

## Medaller
| Posició | País      | Or | Argent | Bronze | Total |
| 1       | Suïssa    | 1  | 0      | 0      | 1     |
| 2       | Finlàndia | 0  | 1      | 0      | 1     |
| 3       | França    | 0  | 0      | 1      | 1     |
|         |           |    |        |        |       |
| Total   | Total     | 1  | 1      | 1      | 3     |

## Resultats
| Lloc | Biatletes                                                                               | Temps   | Penalitzacions |
| ---- | --------------------------------------------------------------------------------------- | ------- | -------------- |
| 1    | Suïssa · Adolf Aufdenblatten, Alphonse Julen, Antoine Julen, Denis Vaucher              | 3:56:06 | 8              |
| 2    | Finlàndia · August Eskelinen, Heikki Hirvonen, Ville Mattila, Väinö Bremer              | 4:10:00 | 11             |
| 3    | França · André Vandelle, Camille Mandrillon, Georges Berthet, Maurice Mandrillon        | 4:18:53 | 2              |
| 4    | Txecoslovàquia · Bohuslav Josífek, Jan Mittlöhner, Josef Bím, Karel Buchta              | 4:19:54 | 5              |
| —    | Itàlia · Piero Dente, Albino Bich, Goffredo Lagger, Paolo Francia                       | NF      |                |
| —    | Polònia · Stanisław Chrobak, Stanisław Kądziołka, Szczepan Witkowski, Zbigniew Wóycicki | NF      |                |